# Communauté de communes Entre Loire et Morvan
Die Communauté de communes Entre Loire et Morvan war ein französischer Gemeindeverband mit der Rechtsform einer Communauté de communes im Département Nièvre in der Region Bourgogne-Franche-Comté. Sie wurde am 30. Dezember 1999 gegründet und umfasste elf Gemeinden. Der Verwaltungssitz befand sich im Ort Fours.

## Historische Entwicklung
Am 1. Januar 2017 wurde der Gemeindeverband mit
- Communauté de communes du Bazois,
- Communauté de communes des Portes Sud du Morvan und
- Communauté de communes du Sud Morvan

zur neuen Communauté de communes Bazois Loire Morvan zusammengeschlossen.

## Ehemalige Mitgliedsgemeinden
1. Cercy-la-Tour
2. Charrin
3. Fours
4. Isenay
5. Montambert
6. La Nocle-Maulaix
7. Saint-Gratien-Savigny
8. Saint-Hilaire-Fontaine
9. Saint-Seine
10. Ternant
11. Thaix